# Lista över fornlämningar i Örnsköldsviks kommun
Lista över fornlämningar i Örnsköldsviks kommun är en förteckning av ett urval av de fornlämningar som finns i Örnsköldsviks kommun.

## Anundsjö
| Namn                                       | Lämningstyp                 | Tillkomsttid | Historisk indelning    | Plats | Läge                 | ID-nr          | Bild                                 |
| ------------------------------------------ | --------------------------- | ------------ | ---------------------- | ----- | -------------------- | -------------- | ------------------------------------ |
| Anundsjö 53:1                              | Kyrka/kapell                |              | Anundsjö, Ångermanland |       | 63.445806, 18.121414 | 10244900530001 | Ladda upp en bild av detta fornminne |
| Tingsmyran (Anundsjö 66:1)                 | Grav markerad av sten/block |              | Anundsjö, Ångermanland |       | 63.786604, 18.018528 | 10244900660001 | Ladda upp en bild av detta fornminne |
| Norrbölesbodarna (Anundsjö 70:1)           | Fäbod                       |              | Anundsjö, Ångermanland |       | 63.477454, 18.293000 | 10244900700001 | Ladda upp en bild av detta fornminne |
| Gammbodarna m.fl. (Anundsjö 186:1)         | Fäbod                       |              | Anundsjö, Ångermanland |       | 63.419452, 18.118842 | 10244901860001 | Ladda upp en bild av detta fornminne |
| Nybodarna m.fl. (Anundsjö 187:1)           | Fäbod                       |              | Anundsjö, Ångermanland |       | 63.408979, 18.162569 | 10244901870001 | Ladda upp en bild av detta fornminne |
| Tvärlandsböle fäbodar (Anundsjö 191:1)     | Fäbod                       |              | Anundsjö, Ångermanland |       | 63.441304, 17.917551 | 10244901910001 | Ladda upp en bild av detta fornminne |
| Nybodarna (Anundsjö 192:1)                 | Fäbod                       |              | Anundsjö, Ångermanland |       | 63.524462, 18.173086 | 10244901920001 | Ladda upp en bild av detta fornminne |
| Skalmsjöbodarna (Anundsjö 194:1)           | Fäbod                       |              | Anundsjö, Ångermanland |       | 63.486041, 17.742283 | 10244901940001 | Ladda upp en bild av detta fornminne |
| Myckelgensjö fäbodarna (Anundsjö 195:1)    | Fäbod                       |              | Anundsjö, Ångermanland |       | 63.534810, 17.652481 | 10244901950001 | Ladda upp en bild av detta fornminne |
| Risbäcksbodarna (Anundsjö 200:1)           | Fäbod                       |              | Anundsjö, Ångermanland |       | 63.609034, 18.100751 | 10244902000001 | Ladda upp en bild av detta fornminne |
| Anundsjö 230:1                             | Lägenhetsbebyggelse         |              | Anundsjö, Ångermanland |       | 63.452550, 18.136584 | 10244902300001 | Ladda upp en bild av detta fornminne |
| Borgarbodarna (Anundsjö 411:1)             | Fäbod                       |              | Anundsjö, Ångermanland |       | 63.684054, 18.238500 | 10244904110001 | Ladda upp en bild av detta fornminne |
| Storborgarens g:a fäbodar (Anundsjö 412:1) | Fäbod                       |              | Anundsjö, Ångermanland |       | 63.678001, 18.327046 | 10244904120001 | Ladda upp en bild av detta fornminne |
| Bergbodarna (Anundsjö 417:1)               | Fäbod                       |              | Anundsjö, Ångermanland |       | 63.450587, 17.868971 | 10244904170001 | Ladda upp en bild av detta fornminne |
| Bureåborgs fäbodar (Anundsjö 418:1)        | Fäbod                       |              | Anundsjö, Ångermanland |       | 63.481374, 17.631045 | 10244904180001 | Ladda upp en bild av detta fornminne |
| Gamla Bredbybodarna (Anundsjö 423:1)       | Fäbod                       |              | Anundsjö, Ångermanland |       | 63.422972, 18.026833 | 10244904230001 | Ladda upp en bild av detta fornminne |
| Näs fäbodar (Anundsjö 425:1)               | Fäbod                       |              | Anundsjö, Ångermanland |       | 63.663621, 18.077465 | 10244904250001 | Ladda upp en bild av detta fornminne |
| Storsele fäbodar (Anundsjö 426:1)          | Fäbod                       |              | Anundsjö, Ångermanland |       | 63.716018, 18.141191 | 10244904260001 | Ladda upp en bild av detta fornminne |
| Långselesfäbodarna (Anundsjö 434:1)        | Fäbod                       |              | Anundsjö, Ångermanland |       | 63.551936, 17.817659 | 10244904340001 | Ladda upp en bild av detta fornminne |
| Risbäcksbodarna,Gambogärn (Anundsjö 435:1) | Fäbod                       |              | Anundsjö, Ångermanland |       | 63.625961, 18.102289 | 10244904350001 | Ladda upp en bild av detta fornminne |
| Seltjärnsbodarna (Anundsjö 436:1)          | Fäbod                       |              | Anundsjö, Ångermanland |       | 63.645044, 17.898468 | 10244904360001 | Ladda upp en bild av detta fornminne |
| Svartsjö fäbodar (Anundsjö 438:1)          | Fäbod                       |              | Anundsjö, Ångermanland |       | 63.787108, 18.211788 | 10244904380001 | Ladda upp en bild av detta fornminne |
| Kubbe fäbodar (Anundsjö 439:1)             | Fäbod                       |              | Anundsjö, Ångermanland |       | 63.557962, 18.051741 | 10244904390001 | Ladda upp en bild av detta fornminne |
| Pengsjö fäbodar (Anundsjö 440:1)           | Fäbod                       |              | Anundsjö, Ångermanland |       | 63.685128, 17.746891 | 10244904400001 | Ladda upp en bild av detta fornminne |
| Brattsjö fäbodar (Anundsjö 441:1)          | Fäbod                       |              | Anundsjö, Ångermanland |       | 63.633884, 17.877737 | 10244904410001 | Ladda upp en bild av detta fornminne |
| Åbosjö fäbodar (Anundsjö 442:1)            | Fäbod                       |              | Anundsjö, Ångermanland |       | 63.762980, 17.761953 | 10244904420001 | Ladda upp en bild av detta fornminne |
| Västerfannbyns fäbodar (Anundsjö 446:1)    | Fäbod                       |              | Anundsjö, Ångermanland |       | 63.504555, 18.135391 | 10244904460001 | Ladda upp en bild av detta fornminne |
| Anundsjö 671:1                             | Hällmålning                 |              | Anundsjö, Ångermanland |       | 63.840437, 18.055693 | 10244906710001 | Ladda upp en bild av detta fornminne |
| Anundsjö 682:1                             | Grav- och boplatsområde     |              | Anundsjö, Ångermanland |       | 63.652742, 17.293060 | 10244906820001 | Ladda upp en bild av detta fornminne |
| Degersjö fäbodar (Anundsjö 705)            | Fäbod                       |              | Anundsjö, Ångermanland |       | 63.799430, 17.420409 | 12000000077554 | Ladda upp en bild av detta fornminne |

## Arnäs
| Namn                                   | Lämningstyp  | Tillkomsttid | Historisk indelning | Plats | Läge                 | ID-nr          | Bild                                      |
| -------------------------------------- | ------------ | ------------ | ------------------- | ----- | -------------------- | -------------- | ----------------------------------------- |
| Arnäs backen (Arnäs 1:1)               | Gravfält     |              | Arnäs, Ångermanland |       | 63.321334, 18.783632 | 10245000010001 | Ladda upp en till bild av detta fornminne |
| Arnäs 3:1                              | Hög          |              | Arnäs, Ångermanland |       | 63.321140, 18.786695 | 10245000030001 | Ladda upp en bild av detta fornminne      |
| Arnäs 4:1                              | Stensättning |              | Arnäs, Ångermanland |       | 63.326500, 18.771276 | 10245000040001 | Ladda upp en bild av detta fornminne      |
| Arnäs 4:2                              | Stensättning |              | Arnäs, Ångermanland |       | 63.326403, 18.771025 | 10245000040002 | Ladda upp en bild av detta fornminne      |
| Arnäs 5:1                              | Röse         |              | Arnäs, Ångermanland |       | 63.339943, 18.739130 | 10245000050001 | Ladda upp en bild av detta fornminne      |
| Arnäs 5:2                              | Röse         |              | Arnäs, Ångermanland |       | 63.339785, 18.739674 | 10245000050002 | Ladda upp en bild av detta fornminne      |
| Arnäs 6:1                              | Hög          |              | Arnäs, Ångermanland |       | 63.300320, 18.804173 | 10245000060001 | Ladda upp en bild av detta fornminne      |
| Arnäs 6:2                              | Hög          |              | Arnäs, Ångermanland |       | 63.300201, 18.804104 | 10245000060002 | Ladda upp en bild av detta fornminne      |
| Arnäs 6:3                              | Hög          |              | Arnäs, Ångermanland |       | 63.300171, 18.804360 | 10245000060003 | Ladda upp en bild av detta fornminne      |
| Arnäs 8:1                              | Röse         |              | Arnäs, Ångermanland |       | 63.280610, 18.813884 | 10245000080001 | Ladda upp en bild av detta fornminne      |
| Arnäs 9:1                              | Röse         |              | Arnäs, Ångermanland |       | 63.319022, 18.820907 | 10245000090001 | Ladda upp en bild av detta fornminne      |
| Arnäs 10:1                             | Röse         |              | Arnäs, Ångermanland |       | 63.312363, 18.828230 | 10245000100001 | Ladda upp en bild av detta fornminne      |
| Arnäs 11:1                             | Röse         |              | Arnäs, Ångermanland |       | 63.260242, 18.772784 | 10245000110001 | Ladda upp en bild av detta fornminne      |
| Arnäs 11:2                             | Röse         |              | Arnäs, Ångermanland |       | 63.260142, 18.773131 | 10245000110002 | Ladda upp en bild av detta fornminne      |
| Arnäs 12:1                             | Röse         |              | Arnäs, Ångermanland |       | 63.264708, 18.775911 | 10245000120001 | Ladda upp en bild av detta fornminne      |
| Arnäs 13:1                             | Hög          |              | Arnäs, Ångermanland |       | 63.289214, 18.840231 | 10245000130001 | Ladda upp en bild av detta fornminne      |
| Arnäs 13:2                             | Hög          |              | Arnäs, Ångermanland |       | 63.289109, 18.840028 | 10245000130002 | Ladda upp en bild av detta fornminne      |
| Arnäs 13:3                             | Hög          |              | Arnäs, Ångermanland |       | 63.289307, 18.839523 | 10245000130003 | Ladda upp en bild av detta fornminne      |
| Arnäs 14:1                             | Stensättning |              | Arnäs, Ångermanland |       | 63.288551, 18.841022 | 10245000140001 | Ladda upp en bild av detta fornminne      |
| Arnäs 15:1                             | Hög          |              | Arnäs, Ångermanland |       | 63.289857, 18.843865 | 10245000150001 | Ladda upp en bild av detta fornminne      |
| Arnäs 15:2                             | Hög          |              | Arnäs, Ångermanland |       | 63.290141, 18.843262 | 10245000150002 | Ladda upp en bild av detta fornminne      |
| Arnäs 15:3                             | Stensättning |              | Arnäs, Ångermanland |       | 63.290626, 18.843012 | 10245000150003 | Ladda upp en bild av detta fornminne      |
| Arnäs 15:4                             | Hög          |              | Arnäs, Ångermanland |       | 63.290656, 18.842645 | 10245000150004 | Ladda upp en bild av detta fornminne      |
| Arnäs 16:1                             | Röse         |              | Arnäs, Ångermanland |       | 63.282090, 18.839714 | 10245000160001 | Ladda upp en bild av detta fornminne      |
| Arnäs 17:1                             | Röse         |              | Arnäs, Ångermanland |       | 63.281451, 18.840481 | 10245000170001 | Ladda upp en bild av detta fornminne      |
| Arnäs 17:2                             | Röse         |              | Arnäs, Ångermanland |       | 63.281291, 18.840659 | 10245000170002 | Ladda upp en bild av detta fornminne      |
| Rösberget (Arnäs 18:1)                 | Röse         |              | Arnäs, Ångermanland |       | 63.270944, 18.832881 | 10245000180001 | Ladda upp en bild av detta fornminne      |
| Rösberget (Arnäs 19:1)                 | Röse         |              | Arnäs, Ångermanland |       | 63.271540, 18.836180 | 10245000190001 | Ladda upp en bild av detta fornminne      |
| Arnäs 21:1                             | Röse         |              | Arnäs, Ångermanland |       | 63.281610, 18.830806 | 10245000210001 | Ladda upp en bild av detta fornminne      |
| Arnäs 23:1                             | Röse         |              | Arnäs, Ångermanland |       | 63.297458, 18.875738 | 10245000230001 | Ladda upp en bild av detta fornminne      |
| Arnäs 24:1                             | Röse         |              | Arnäs, Ångermanland |       | 63.278461, 18.891199 | 10245000240001 | Ladda upp en bild av detta fornminne      |
| Arnäs 24:2                             | Stensättning |              | Arnäs, Ångermanland |       | 63.278663, 18.890922 | 10245000240002 | Ladda upp en bild av detta fornminne      |
| Arnäs 25:1                             | Röse         |              | Arnäs, Ångermanland |       | 63.283985, 18.889695 | 10245000250001 | Ladda upp en bild av detta fornminne      |
| Arnäs 26:1                             | Röse         |              | Arnäs, Ångermanland |       | 63.267479, 18.897690 | 10245000260001 | Ladda upp en bild av detta fornminne      |
| Arnäs 27:1                             | Röse         |              | Arnäs, Ångermanland |       | 63.306622, 18.930319 | 10245000270001 | Ladda upp en bild av detta fornminne      |
| Arnäs 28:1                             | Röse         |              | Arnäs, Ångermanland |       | 63.306783, 18.945223 | 10245000280001 | Ladda upp en bild av detta fornminne      |
| Arnäs 28:2                             | Stensättning |              | Arnäs, Ångermanland |       | 63.306689, 18.944996 | 10245000280002 | Ladda upp en bild av detta fornminne      |
| Arnäs 29:1                             | Röse         |              | Arnäs, Ångermanland |       | 63.306134, 18.983508 | 10245000290001 | Ladda upp en bild av detta fornminne      |
| Arnäs 30:1                             | Röse         |              | Arnäs, Ångermanland |       | 63.310642, 18.972847 | 10245000300001 | Ladda upp en bild av detta fornminne      |
| Arnäs 31:1                             | Röse         |              | Arnäs, Ångermanland |       | 63.315118, 18.950817 | 10245000310001 | Ladda upp en bild av detta fornminne      |
| Arnäs 32:1                             | Gravfält     |              | Arnäs, Ångermanland |       | 63.297653, 18.850166 | 10245000320001 | Ladda upp en bild av detta fornminne      |
| Arnäs 43:1                             | Stensättning |              | Arnäs, Ångermanland |       | 63.282414, 18.811409 | 10245000430001 | Ladda upp en bild av detta fornminne      |
| Arnäs 43:2                             | Stensättning |              | Arnäs, Ångermanland |       | 63.282625, 18.810566 | 10245000430002 | Ladda upp en bild av detta fornminne      |
| Arnäs 44:1                             | Röse         |              | Arnäs, Ångermanland |       | 63.277223, 18.823608 | 10245000440001 | Ladda upp en bild av detta fornminne      |
| Arnäs 44:2                             | Stensättning |              | Arnäs, Ångermanland |       | 63.277342, 18.823446 | 10245000440002 | Ladda upp en bild av detta fornminne      |
| Arnäs 47:1                             | Röse         |              | Arnäs, Ångermanland |       | 63.280928, 18.829179 | 10245000470001 | Ladda upp en bild av detta fornminne      |
| Arnäs 48:1                             | Röse         |              | Arnäs, Ångermanland |       | 63.280319, 18.826097 | 10245000480001 | Ladda upp en bild av detta fornminne      |
| Arnäs 52:1                             | Röse         |              | Arnäs, Ångermanland |       | 63.296624, 18.876239 | 10245000520001 | Ladda upp en bild av detta fornminne      |
| Arnäs 53:1                             | Röse         |              | Arnäs, Ångermanland |       | 63.316877, 18.896013 | 10245000530001 | Ladda upp en bild av detta fornminne      |
| Arnäs 55:1                             | Röse         |              | Arnäs, Ångermanland |       | 63.241491, 18.937527 | 10245000550001 | Ladda upp en bild av detta fornminne      |
| Arnäs 55:2                             | Röse         |              | Arnäs, Ångermanland |       | 63.241420, 18.937702 | 10245000550002 | Ladda upp en bild av detta fornminne      |
| Sandbacken (Arnäs 59:1)                | Hög          |              | Arnäs, Ångermanland |       | 63.327213, 18.760912 | 10245000590001 | Ladda upp en bild av detta fornminne      |
| Sandbacken (Arnäs 59:3)                | Stensättning |              | Arnäs, Ångermanland |       | 63.327881, 18.761222 | 10245000590003 | Ladda upp en bild av detta fornminne      |
| Arnäs 62:1                             | Röse         |              | Arnäs, Ångermanland |       | 63.264277, 18.774293 | 10245000620001 | Ladda upp en bild av detta fornminne      |
| Arnäs 67:1                             | Röse         |              | Arnäs, Ångermanland |       | 63.298629, 18.819422 | 10245000670001 | Ladda upp en bild av detta fornminne      |
| Brunsnylands gaml. fäbod. (Arnäs 84:1) | Fäbod        |              | Arnäs, Ångermanland |       | 63.384877, 18.827160 | 10245000840001 | Ladda upp en bild av detta fornminne      |
| Klingrebodarna (Arnäs 99:1)            | Fäbod        |              | Arnäs, Ångermanland |       | 63.397046, 18.688097 | 10245000990001 | Ladda upp en bild av detta fornminne      |
| Arnäs 105:1                            | Röse         |              | Arnäs, Ångermanland |       | 63.298220, 18.917819 | 10245001050001 | Ladda upp en bild av detta fornminne      |
| Arnäs 105:2                            | Stensättning |              | Arnäs, Ångermanland |       | 63.298422, 18.917806 | 10245001050002 | Ladda upp en bild av detta fornminne      |
| Arnäs 105:3                            | Röse         |              | Arnäs, Ångermanland |       | 63.298520, 18.917922 | 10245001050003 | Ladda upp en bild av detta fornminne      |
| Arnäs 177:1                            | Fäbod        |              | Arnäs, Ångermanland |       | 63.444590, 18.654747 | 10245001770001 | Ladda upp en bild av detta fornminne      |
| Arnäs 198:1                            | Röse         |              | Arnäs, Ångermanland |       | 63.273834, 18.803375 | 10245001980001 | Ladda upp en bild av detta fornminne      |
| Gammfäbodarna (Arnäs 214:1)            | Fäbod        |              | Arnäs, Ångermanland |       | 63.416002, 18.888223 | 10245002140001 | Ladda upp en bild av detta fornminne      |
| Smedsbyfäbodarna (Arnäs 228:1)         | Fäbod        |              | Arnäs, Ångermanland |       | 63.352235, 18.989958 | 10245002280001 | Ladda upp en bild av detta fornminne      |
| Öster-Eldsmarksfäbodarna (Arnäs 250:1) | Fäbod        |              | Arnäs, Ångermanland |       | 63.402873, 19.031688 | 10245002500001 | Ladda upp en bild av detta fornminne      |
| Arnäs 262:1                            | Röse         |              | Arnäs, Ångermanland |       | 63.337842, 18.791583 | 10245002620001 | Ladda upp en bild av detta fornminne      |
| Arnäs 262:2                            | Röse         |              | Arnäs, Ångermanland |       | 63.338152, 18.790758 | 10245002620002 | Ladda upp en bild av detta fornminne      |
| Arnäs 270:1                            | Stensättning |              | Arnäs, Ångermanland |       | 63.287551, 18.812812 | 10245002700001 | Ladda upp en bild av detta fornminne      |
| Arnäs 271:1                            | Röse         |              | Arnäs, Ångermanland |       | 63.289180, 18.887707 | 10245002710001 | Ladda upp en bild av detta fornminne      |
| Arnäs 272:1                            | Stensättning |              | Arnäs, Ångermanland |       | 63.289422, 18.888580 | 10245002720001 | Ladda upp en bild av detta fornminne      |
| Arnäs 273:1                            | Hög          |              | Arnäs, Ångermanland |       | 63.288385, 18.879215 | 10245002730001 | Ladda upp en bild av detta fornminne      |
| Arnäs 286:1                            | Stensättning |              | Arnäs, Ångermanland |       | 63.330110, 18.699132 | 10245002860001 | Ladda upp en bild av detta fornminne      |
| Arnäs 287:1                            | Gravfält     |              | Arnäs, Ångermanland |       | 63.205900, 18.882239 | 10245002870001 | Ladda upp en bild av detta fornminne      |
| Arnäs 294:1                            | Röse         |              | Arnäs, Ångermanland |       | 63.268680, 18.896733 | 10245002940001 | Ladda upp en bild av detta fornminne      |
| Tävra fäbodar (Arnäs 320:1)            | Fäbod        |              | Arnäs, Ångermanland |       | 63.337279, 19.003326 | 10245003200001 | Ladda upp en bild av detta fornminne      |
| Arnäs 332                              | Stensättning |              | Arnäs, Ångermanland |       | 63.306820, 18.929844 | 12000000072755 | Ladda upp en bild av detta fornminne      |
| Arnäs 334                              | Röse         |              | Arnäs, Ångermanland |       | 63.307604, 18.930947 | 12000000072757 | Ladda upp en bild av detta fornminne      |

## Björna
| Namn                                 | Lämningstyp                      | Tillkomsttid | Historisk indelning  | Plats               | Läge                 | ID-nr          | Bild                                      |
| ------------------------------------ | -------------------------------- | ------------ | -------------------- | ------------------- | -------------------- | -------------- | ----------------------------------------- |
| Kyrksten (Björna 101:1)              | Ristning, medeltid/historisk tid |              | Björna, Ångermanland |                     | 63.611036, 18.662117 | 10245301010001 | Ladda upp en bild av detta fornminne      |
| Vacksundsmon (Björna 122:1)          | Samisk härd                      |              | Björna, Ångermanland |                     | 63.770278, 18.474722 | 10245301220001 | Ladda upp en till bild av detta fornminne |
| Åtjärnen (Björna 123:1)              | Kåta                             |              | Björna, Ångermanland | På stenig moränrygg | 63.805556, 18.268056 | 10245301930001 | Ladda upp en bild av detta fornminne      |
| Granåsen (Björna 150:1)              | Lägenhetsbebyggelse              |              | Björna, Ångermanland |                     | 63.766656, 18.305204 | 10245301500001 | Ladda upp en bild av detta fornminne      |
| Ytterbodarna (Björna 157:1)          | Fäbod                            |              | Björna, Ångermanland |                     | 63.694261, 18.449794 | 10245301570001 | Ladda upp en bild av detta fornminne      |
| Innerfäbodarna (Björna 158:1)        | Fäbod                            |              | Björna, Ångermanland |                     | 63.683393, 18.458474 | 10245301580001 | Ladda upp en bild av detta fornminne      |
| Björnabodarna (Björna 166:1)         | Fäbod                            |              | Björna, Ångermanland |                     | 63.612138, 18.473770 | 10245301660001 | Ladda upp en bild av detta fornminne      |
| Västerhus-Nybodarna (Björna 167:1)   | Fäbod                            |              | Björna, Ångermanland |                     | 63.617992, 18.451115 | 10245301670001 | Ladda upp en bild av detta fornminne      |
| Rödtjärnbodarna (Björna 174:1)       | Fäbod                            |              | Björna, Ångermanland |                     | 63.720616, 18.403323 | 10245301740001 | Ladda upp en bild av detta fornminne      |
| Locksta (Björna 181:1)               | Fångstgrop                       |              | Björna, Ångermanland |                     | 63.774167, 18.369444 | 10245301810001 | Ladda upp en bild av detta fornminne      |
| Lägstaån (Björna 194:1)              | Härd                             |              | Björna, Ångermanland |                     | 63.796111, 18.296389 | 10245301940001 | Ladda upp en bild av detta fornminne      |
| Nyliden (Björna 196:1)               | Fångstgrop                       |              | Björna, Ångermanland |                     | 63.703611, 18.5025   | 10245301960001 | Ladda upp en bild av detta fornminne      |
| Jonketjärn (Björna 206:1)            | Samisk härd                      |              | Björna, Ångermanland |                     | 63.760556, 18.386111 | 10245302060001 | Ladda upp en till bild av detta fornminne |
| Svartsjöbäcken (Björna 208:1)        | Samisk härd                      |              | Björna, Ångermanland |                     | 63.783889, 18.307778 | 10245302080001 | Ladda upp en bild av detta fornminne      |
| Gamm-västerhusbodarna (Björna 246:1) | Fäbod                            |              | Björna, Ångermanland |                     | 63.624235, 18.454268 | 10245302460001 | Ladda upp en bild av detta fornminne      |
| Nyfäbodvallen (Björna 251:1)         | Fäbod                            |              | Björna, Ångermanland |                     | 63.683433, 18.593625 | 10245302510001 | Ladda upp en bild av detta fornminne      |
| Lägstaån (Björna 263:1)              | Samisk härd                      |              | Björna, Ångermanland |                     | 63.783056, 18.315278 | 10245302630001 | Ladda upp en bild av detta fornminne      |
| Lägstaån (Björna 273:1)              | Hägnad                           |              | Björna, Ångermanland |                     | 63.788611, 18.312222 | 10245302730001 | Ladda upp en till bild av detta fornminne |
| Gammbodvallen (Björna 275:1)         | Fäbod                            |              | Björna, Ångermanland |                     | 63.542755, 18.365518 | 10245302750001 | Ladda upp en bild av detta fornminne      |
| Batteribacken (Björna 278:1)         | Stridsvärn                       |              | Björna, Ångermanland |                     | 63.540096, 18.618985 | 10245302780001 | Ladda upp en bild av detta fornminne      |
| Gälvbodarna (Björna 281:1)           | Fäbod                            |              | Björna, Ångermanland |                     | 63.590068, 18.342797 | 10245302810001 | Ladda upp en bild av detta fornminne      |
| Mellanbodarna (Björna 283:1)         | Fäbod                            |              | Björna, Ångermanland |                     | 63.702694, 18.424131 | 10245302830001 | Ladda upp en bild av detta fornminne      |
| Uttersjöbodarna (Björna 287:1)       | Fäbod                            |              | Björna, Ångermanland |                     | 63.611721, 18.334095 | 10245302870001 | Ladda upp en bild av detta fornminne      |
| Rönmyrbodarna (Björna 289:1)         | Fäbod                            |              | Björna, Ångermanland |                     | 63.647186, 18.385317 | 10245302890001 | Ladda upp en bild av detta fornminne      |

## Gideå
| Namn                             | Lämningstyp | Tillkomsttid | Historisk indelning | Plats | Läge                 | ID-nr          | Bild                                 |
| -------------------------------- | ----------- | ------------ | ------------------- | ----- | -------------------- | -------------- | ------------------------------------ |
| Västergissjöbodarna (Gideå 51:1) | Fäbod       |              | Gideå, Ångermanland |       | 63.559653, 18.854604 | 10246100510001 | Ladda upp en bild av detta fornminne |
| Gammfäboden (Gideå 57:1)         | Fäbod       |              | Gideå, Ångermanland |       | 63.552675, 18.742991 | 10246100570001 | Ladda upp en bild av detta fornminne |
| Skalbodarna (Gideå 110:1)        | Fäbod       |              | Gideå, Ångermanland |       | 63.439277, 18.894370 | 10246101100001 | Ladda upp en bild av detta fornminne |
| Gammfäbodvallen (Gideå 126:1)    | Fäbod       |              | Gideå, Ångermanland |       | 63.597794, 18.842176 | 10246101260001 | Ladda upp en bild av detta fornminne |

## Grundsunda
| Namn                                             | Lämningstyp                      | Tillkomsttid | Historisk indelning      | Plats | Läge                 | ID-nr          | Bild                                      |
| ------------------------------------------------ | -------------------------------- | ------------ | ------------------------ | ----- | -------------------- | -------------- | ----------------------------------------- |
| Grundsunda 1:1                                   | Gravfält                         |              | Grundsunda, Ångermanland |       | 63.323006, 19.100481 | 10246300010001 | Ladda upp en bild av detta fornminne      |
| Grundsunda 2:1                                   | Röse                             |              | Grundsunda, Ångermanland |       | 63.323465, 19.101761 | 10246300020001 | Ladda upp en bild av detta fornminne      |
| Grundsunda 2:2                                   | Röse                             |              | Grundsunda, Ångermanland |       | 63.323477, 19.101355 | 10246300020002 | Ladda upp en bild av detta fornminne      |
| Grundsunda 3:1                                   | Röse                             |              | Grundsunda, Ångermanland |       | 63.324245, 19.102369 | 10246300030001 | Ladda upp en bild av detta fornminne      |
| Grundsunda 3:2                                   | Röse                             |              | Grundsunda, Ångermanland |       | 63.324020, 19.102057 | 10246300030002 | Ladda upp en bild av detta fornminne      |
| Grundsunda 3:3                                   | Röse                             |              | Grundsunda, Ångermanland |       | 63.323853, 19.101921 | 10246300030003 | Ladda upp en bild av detta fornminne      |
| Grundsunda 4:1                                   | Röse                             |              | Grundsunda, Ångermanland |       | 63.337597, 19.112953 | 10246300040001 | Ladda upp en bild av detta fornminne      |
| Grundsunda 4:2                                   | Röse                             |              | Grundsunda, Ångermanland |       | 63.337656, 19.112696 | 10246300040002 | Ladda upp en bild av detta fornminne      |
| Grundsunda 4:3                                   | Röse                             |              | Grundsunda, Ångermanland |       | 63.337746, 19.112669 | 10246300040003 | Ladda upp en bild av detta fornminne      |
| Grundsunda 4:4                                   | Röse                             |              | Grundsunda, Ångermanland |       | 63.337821, 19.112901 | 10246300040004 | Ladda upp en bild av detta fornminne      |
| Grundsunda 5:1                                   | Röse                             |              | Grundsunda, Ångermanland |       | 63.331318, 19.111922 | 10246300050001 | Ladda upp en bild av detta fornminne      |
| Grundsunda 6:1                                   | Röse                             |              | Grundsunda, Ångermanland |       | 63.324769, 19.118541 | 10246300060001 | Ladda upp en bild av detta fornminne      |
| Grundsunda 7:1                                   | Röse                             |              | Grundsunda, Ångermanland |       | 63.330429, 19.112944 | 10246300070001 | Ladda upp en bild av detta fornminne      |
| Grundsunda 7:2                                   | Röse                             |              | Grundsunda, Ångermanland |       | 63.330434, 19.112717 | 10246300070002 | Ladda upp en bild av detta fornminne      |
| Grundsunda 9:1                                   | Röse                             |              | Grundsunda, Ångermanland |       | 63.340143, 19.108223 | 10246300090001 | Ladda upp en bild av detta fornminne      |
| Grundsunda 10:1                                  | Röse                             |              | Grundsunda, Ångermanland |       | 63.340465, 19.107317 | 10246300100001 | Ladda upp en bild av detta fornminne      |
| Grundsunda 11:1                                  | Röse                             |              | Grundsunda, Ångermanland |       | 63.451011, 19.257329 | 10246300110001 | Ladda upp en bild av detta fornminne      |
| Grundsunda 12:1                                  | Röse                             |              | Grundsunda, Ångermanland |       | 63.451955, 19.260023 | 10246300120001 | Ladda upp en bild av detta fornminne      |
| Grundsunda 12:2                                  | Röse                             |              | Grundsunda, Ångermanland |       | 63.451827, 19.260158 | 10246300120002 | Ladda upp en bild av detta fornminne      |
| Grundsunda 12:3                                  | Röse                             |              | Grundsunda, Ångermanland |       | 63.451722, 19.260226 | 10246300120003 | Ladda upp en bild av detta fornminne      |
| Grundsunda 12:4                                  | Röse                             |              | Grundsunda, Ångermanland |       | 63.451579, 19.260577 | 10246300120004 | Ladda upp en bild av detta fornminne      |
| Grundsunda 14:1                                  | Röse                             |              | Grundsunda, Ångermanland |       | 63.332531, 19.140740 | 10246300140001 | Ladda upp en bild av detta fornminne      |
| Grundsunda 14:2                                  | Röse                             |              | Grundsunda, Ångermanland |       | 63.332465, 19.140917 | 10246300140002 | Ladda upp en bild av detta fornminne      |
| Grundsunda 15:1                                  | Röse                             |              | Grundsunda, Ångermanland |       | 63.339393, 19.141796 | 10246300150001 | Ladda upp en bild av detta fornminne      |
| Grundsunda 15:2                                  | Röse                             |              | Grundsunda, Ångermanland |       | 63.339197, 19.141923 | 10246300150002 | Ladda upp en bild av detta fornminne      |
| Grundsunda 15:3                                  | Röse                             |              | Grundsunda, Ångermanland |       | 63.339057, 19.142072 | 10246300150003 | Ladda upp en bild av detta fornminne      |
| Grundsunda 16:1                                  | Röse                             |              | Grundsunda, Ångermanland |       | 63.337099, 19.142407 | 10246300160001 | Ladda upp en bild av detta fornminne      |
| Grundsunda 18:1                                  | Röse                             |              | Grundsunda, Ångermanland |       | 63.351816, 19.140371 | 10246300180001 | Ladda upp en bild av detta fornminne      |
| Grundsunda 18:2                                  | Stensättning                     |              | Grundsunda, Ångermanland |       | 63.351953, 19.140286 | 10246300180002 | Ladda upp en bild av detta fornminne      |
| Grundsunda 18:3                                  | Stensättning                     |              | Grundsunda, Ångermanland |       | 63.351983, 19.140086 | 10246300180003 | Ladda upp en bild av detta fornminne      |
| Grundsunda 19:1                                  | Gravfält                         |              | Grundsunda, Ångermanland |       | 63.351367, 19.144243 | 10246300190001 | Ladda upp en bild av detta fornminne      |
| Grundsunda 20:1                                  | Gravfält                         |              | Grundsunda, Ångermanland |       | 63.345943, 19.142635 | 10246300200001 | Ladda upp en bild av detta fornminne      |
| Grundsunda 22:1                                  | Röse                             |              | Grundsunda, Ångermanland |       | 63.310554, 19.099799 | 10246300220001 | Ladda upp en bild av detta fornminne      |
| Grundsunda 23:1                                  | Röse                             |              | Grundsunda, Ångermanland |       | 63.349832, 19.139121 | 10246300230001 | Ladda upp en bild av detta fornminne      |
| Grundsunda 24:1                                  | Röse                             |              | Grundsunda, Ångermanland |       | 63.349395, 19.138928 | 10246300240001 | Ladda upp en bild av detta fornminne      |
| Grundsunda 25:1                                  | Stensättning                     |              | Grundsunda, Ångermanland |       | 63.358130, 19.165331 | 10246300250001 | Ladda upp en bild av detta fornminne      |
| Grundsunda 27:1                                  | Röse                             |              | Grundsunda, Ångermanland |       | 63.335609, 19.174472 | 10246300270001 | Ladda upp en bild av detta fornminne      |
| Grundsunda 29:1                                  | Röse                             |              | Grundsunda, Ångermanland |       | 63.402509, 19.230514 | 10246300290001 | Ladda upp en bild av detta fornminne      |
| Grundsunda 29:2                                  | Röse                             |              | Grundsunda, Ångermanland |       | 63.402317, 19.230540 | 10246300290002 | Ladda upp en bild av detta fornminne      |
| Grundsunda 29:3                                  | Stensättning                     |              | Grundsunda, Ångermanland |       | 63.402013, 19.230879 | 10246300290003 | Ladda upp en bild av detta fornminne      |
| Grundsunda 30:1                                  | Röse                             |              | Grundsunda, Ångermanland |       | 63.391620, 19.247070 | 10246300300001 | Ladda upp en bild av detta fornminne      |
| Grundsunda 32:1                                  | Röse                             |              | Grundsunda, Ångermanland |       | 63.405505, 19.226777 | 10246300320001 | Ladda upp en bild av detta fornminne      |
| Grundsunda 33:1                                  | Röse                             |              | Grundsunda, Ångermanland |       | 63.411298, 19.229794 | 10246300330001 | Ladda upp en bild av detta fornminne      |
| Grundsunda 34:1                                  | Röse                             |              | Grundsunda, Ångermanland |       | 63.416474, 19.243067 | 10246300340001 | Ladda upp en bild av detta fornminne      |
| Grundsunda 35:1                                  | Röse                             |              | Grundsunda, Ångermanland |       | 63.417280, 19.244212 | 10246300350001 | Ladda upp en bild av detta fornminne      |
| Grundsunda 36:1                                  | Röse                             |              | Grundsunda, Ångermanland |       | 63.412262, 19.247846 | 10246300360001 | Ladda upp en bild av detta fornminne      |
| Grundsunda 37:1                                  | Röse                             |              | Grundsunda, Ångermanland |       | 63.413348, 19.240153 | 10246300370001 | Ladda upp en bild av detta fornminne      |
| Grundsunda 37:2                                  | Röse                             |              | Grundsunda, Ångermanland |       | 63.413396, 19.240671 | 10246300370002 | Ladda upp en bild av detta fornminne      |
| Grundsunda 37:3                                  | Stensättning                     |              | Grundsunda, Ångermanland |       | 63.413455, 19.240217 | 10246300370003 | Ladda upp en bild av detta fornminne      |
| Grundsunda 38:1                                  | Röse                             |              | Grundsunda, Ångermanland |       | 63.434588, 19.247477 | 10246300380001 | Ladda upp en bild av detta fornminne      |
| Grundsunda 40:1                                  | Röse                             |              | Grundsunda, Ångermanland |       | 63.425722, 19.243232 | 10246300400001 | Ladda upp en bild av detta fornminne      |
| Grundsunda 40:2                                  | Stensättning                     |              | Grundsunda, Ångermanland |       | 63.425790, 19.243484 | 10246300400002 | Ladda upp en bild av detta fornminne      |
| Grundsunda 40:3                                  | Stensättning                     |              | Grundsunda, Ångermanland |       | 63.425742, 19.243615 | 10246300400003 | Ladda upp en bild av detta fornminne      |
| Grundsunda 41:1                                  | Stenkammargrav                   |              | Grundsunda, Ångermanland |       | 63.451690, 19.247956 | 10246300410001 | Ladda upp en bild av detta fornminne      |
| Grundsunda 48:1                                  | Röse                             |              | Grundsunda, Ångermanland |       | 63.329422, 19.232690 | 10246300480001 | Ladda upp en bild av detta fornminne      |
| Grundsunda 48:2                                  | Röse                             |              | Grundsunda, Ångermanland |       | 63.329494, 19.232670 | 10246300480002 | Ladda upp en bild av detta fornminne      |
| Grundsunda 54:1                                  | Röse                             |              | Grundsunda, Ångermanland |       | 63.416787, 19.243940 | 10246300540001 | Ladda upp en bild av detta fornminne      |
| Grundsunda 55:1                                  | Stensättning                     |              | Grundsunda, Ångermanland |       | 63.417690, 19.244610 | 10246300550001 | Ladda upp en bild av detta fornminne      |
| Grundsunda 56:1                                  | Röse                             |              | Grundsunda, Ångermanland |       | 63.331529, 19.110989 | 10246300560001 | Ladda upp en bild av detta fornminne      |
| Grundsunda 72:1                                  | Fiskeläge                        |              | Grundsunda, Ångermanland |       | 63.190980, 19.021994 | 10246300720001 | Ladda upp en bild av detta fornminne      |
| Grundsunda 77:1                                  | Röse                             |              | Grundsunda, Ångermanland |       | 63.207945, 18.996341 | 10246300770001 | Ladda upp en bild av detta fornminne      |
| Grundsunda 77:2                                  | Röse                             |              | Grundsunda, Ångermanland |       | 63.207962, 18.995985 | 10246300770002 | Ladda upp en bild av detta fornminne      |
| Grundsunda 96:1                                  | Stensättning                     |              | Grundsunda, Ångermanland |       | 63.279460, 19.111985 | 10246300960001 | Ladda upp en bild av detta fornminne      |
| Grundsunda 97:1                                  | Röse                             |              | Grundsunda, Ångermanland |       | 63.277636, 19.113626 | 10246300970001 | Ladda upp en bild av detta fornminne      |
| Grundsunda 99:1                                  | Stensättning                     |              | Grundsunda, Ångermanland |       | 63.283331, 19.111481 | 10246300990001 | Ladda upp en bild av detta fornminne      |
| Grundsunda 101:1                                 | Röse                             |              | Grundsunda, Ångermanland |       | 63.322372, 19.093274 | 10246301010001 | Ladda upp en bild av detta fornminne      |
| Grundsunda 102:1                                 | Röse                             |              | Grundsunda, Ångermanland |       | 63.321814, 19.091034 | 10246301020001 | Ladda upp en bild av detta fornminne      |
| Grundsunda 102:2                                 | Röse                             |              | Grundsunda, Ångermanland |       | 63.321706, 19.090322 | 10246301020002 | Ladda upp en bild av detta fornminne      |
| Grundsunda 102:3                                 | Röse                             |              | Grundsunda, Ångermanland |       | 63.321642, 19.089244 | 10246301020003 | Ladda upp en bild av detta fornminne      |
| Grundsunda 103:1                                 | Röse                             |              | Grundsunda, Ångermanland |       | 63.322928, 19.095605 | 10246301030001 | Ladda upp en bild av detta fornminne      |
| Grundsunda 104:1                                 | Röse                             |              | Grundsunda, Ångermanland |       | 63.322726, 19.097630 | 10246301040001 | Ladda upp en bild av detta fornminne      |
| Grundsunda 104:2                                 | Röse                             |              | Grundsunda, Ångermanland |       | 63.322605, 19.097595 | 10246301040002 | Ladda upp en bild av detta fornminne      |
| Grundsunda 105:1                                 | Gravfält                         |              | Grundsunda, Ångermanland |       | 63.318796, 19.088375 | 10246301050001 | Ladda upp en bild av detta fornminne      |
| Grundsunda 107:1                                 | Röse                             |              | Grundsunda, Ångermanland |       | 63.313327, 19.095225 | 10246301070001 | Ladda upp en bild av detta fornminne      |
| Grundsunda 108:1                                 | Röse                             |              | Grundsunda, Ångermanland |       | 63.314897, 19.090251 | 10246301080001 | Ladda upp en bild av detta fornminne      |
| Grundsunda 109:1 (Det större av Spirbergsrösena) | Röse                             |              | Grundsunda, Ångermanland |       | 63.312975, 19.021875 | 10246301090001 | Ladda upp en till bild av detta fornminne |
| Grundsunda 109:2 (Det mindre av Spirbergsrösena) | Röse                             |              | Grundsunda, Ångermanland |       | 63.312855, 19.022004 | 10246301090002 | Ladda upp en bild av detta fornminne      |
| Grundsunda 110:1                                 | Gravfält                         |              | Grundsunda, Ångermanland |       | 63.302403, 19.005771 | 10246301100001 | Ladda upp en bild av detta fornminne      |
| Grundsunda 112:1                                 | Röse                             |              | Grundsunda, Ångermanland |       | 63.318462, 19.073330 | 10246301120001 | Ladda upp en bild av detta fornminne      |
| Grundsunda 114:1                                 | Röse                             |              | Grundsunda, Ångermanland |       | 63.300807, 19.077104 | 10246301140001 | Ladda upp en bild av detta fornminne      |
| Grundsunda 115:1                                 | Röse                             |              | Grundsunda, Ångermanland |       | 63.298412, 19.078919 | 10246301150001 | Ladda upp en bild av detta fornminne      |
| Grundsunda 116:1                                 | Röse                             |              | Grundsunda, Ångermanland |       | 63.298616, 19.081250 | 10246301160001 | Ladda upp en bild av detta fornminne      |
| Grundsunda 117:1                                 | Röse                             |              | Grundsunda, Ångermanland |       | 63.292847, 19.079775 | 10246301170001 | Ladda upp en bild av detta fornminne      |
| Grundsunda 118:1                                 | Röse                             |              | Grundsunda, Ångermanland |       | 63.286987, 19.105900 | 10246301180001 | Ladda upp en bild av detta fornminne      |
| Grundsunda 118:2                                 | Röse                             |              | Grundsunda, Ångermanland |       | 63.286703, 19.105747 | 10246301180002 | Ladda upp en bild av detta fornminne      |
| Grundsunda 119:1                                 | Gravfält                         |              | Grundsunda, Ångermanland |       | 63.291124, 19.072980 | 10246301190001 | Ladda upp en bild av detta fornminne      |
| Grundsunda 120:1                                 | Röse                             |              | Grundsunda, Ångermanland |       | 63.286312, 19.061718 | 10246301200001 | Ladda upp en bild av detta fornminne      |
| Grundsunda 120:2                                 | Röse                             |              | Grundsunda, Ångermanland |       | 63.286423, 19.061989 | 10246301200002 | Ladda upp en bild av detta fornminne      |
| Grundsunda 121:2                                 | Kyrka/kapell                     |              | Grundsunda, Ångermanland |       | 63.254896, 19.067865 | 10246301210002 | Ladda upp en bild av detta fornminne      |
| Grundsunda 123:1                                 | Röse                             |              | Grundsunda, Ångermanland |       | 63.283664, 19.055359 | 10246301230001 | Ladda upp en bild av detta fornminne      |
| Grundsunda 124:1                                 | Röse                             |              | Grundsunda, Ångermanland |       | 63.291273, 19.026939 | 10246301240001 | Ladda upp en bild av detta fornminne      |
| Grundsunda 125:1                                 | Röse                             |              | Grundsunda, Ångermanland |       | 63.256427, 19.049351 | 10246301250001 | Ladda upp en bild av detta fornminne      |
| Grundsunda 127:1                                 | Röse                             |              | Grundsunda, Ångermanland |       | 63.261260, 19.017423 | 10246301270001 | Ladda upp en bild av detta fornminne      |
| Grundsunda 127:2                                 | Röse                             |              | Grundsunda, Ångermanland |       | 63.261157, 19.017631 | 10246301270002 | Ladda upp en bild av detta fornminne      |
| Grundsunda 127:3                                 | Röse                             |              | Grundsunda, Ångermanland |       | 63.261075, 19.017416 | 10246301270003 | Ladda upp en bild av detta fornminne      |
| Grundsunda 127:4                                 | Röse                             |              | Grundsunda, Ångermanland |       | 63.261148, 19.017328 | 10246301270004 | Ladda upp en bild av detta fornminne      |
| Grundsunda 128:1                                 | Röse                             |              | Grundsunda, Ångermanland |       | 63.257304, 19.011318 | 10246301280001 | Ladda upp en bild av detta fornminne      |
| Grundsunda 129:1                                 | Röse                             |              | Grundsunda, Ångermanland |       | 63.256624, 19.010251 | 10246301290001 | Ladda upp en bild av detta fornminne      |
| Grundsunda 129:2                                 | Röse                             |              | Grundsunda, Ångermanland |       | 63.256643, 19.010628 | 10246301290002 | Ladda upp en bild av detta fornminne      |
| Grundsunda 130:1                                 | Röse                             |              | Grundsunda, Ångermanland |       | 63.252257, 19.001352 | 10246301300001 | Ladda upp en bild av detta fornminne      |
| Grundsunda 131:1                                 | Röse                             |              | Grundsunda, Ångermanland |       | 63.235926, 18.953552 | 10246301310001 | Ladda upp en bild av detta fornminne      |
| Grundsunda 131:2                                 | Röse                             |              | Grundsunda, Ångermanland |       | 63.235774, 18.953889 | 10246301310002 | Ladda upp en bild av detta fornminne      |
| Grundsunda 132:1                                 | Röse                             |              | Grundsunda, Ångermanland |       | 63.243173, 18.947608 | 10246301320001 | Ladda upp en bild av detta fornminne      |
| Grundsunda 133:1                                 | Röse                             |              | Grundsunda, Ångermanland |       | 63.242865, 18.948196 | 10246301330001 | Ladda upp en bild av detta fornminne      |
| Grundsunda 133:2                                 | Stensättning                     |              | Grundsunda, Ångermanland |       | 63.242722, 18.948262 | 10246301330002 | Ladda upp en bild av detta fornminne      |
| Grundsunda 134:1                                 | Röse                             |              | Grundsunda, Ångermanland |       | 63.243262, 18.950827 | 10246301340001 | Ladda upp en bild av detta fornminne      |
| Grundsunda 134:2                                 | Röse                             |              | Grundsunda, Ångermanland |       | 63.243174, 18.950646 | 10246301340002 | Ladda upp en bild av detta fornminne      |
| Grundsunda 134:3                                 | Röse                             |              | Grundsunda, Ångermanland |       | 63.243160, 18.950331 | 10246301340003 | Ladda upp en bild av detta fornminne      |
| Grundsunda 134:4                                 | Röse                             |              | Grundsunda, Ångermanland |       | 63.243277, 18.950495 | 10246301340004 | Ladda upp en bild av detta fornminne      |
| Grundsunda 135:1                                 | Röse                             |              | Grundsunda, Ångermanland |       | 63.243018, 18.951487 | 10246301350001 | Ladda upp en bild av detta fornminne      |
| Grundsunda 135:2                                 | Röse                             |              | Grundsunda, Ångermanland |       | 63.242918, 18.951266 | 10246301350002 | Ladda upp en bild av detta fornminne      |
| Grundsunda 135:3                                 | Röse                             |              | Grundsunda, Ångermanland |       | 63.242940, 18.951920 | 10246301350003 | Ladda upp en bild av detta fornminne      |
| Grundsunda 136:1                                 | Röse                             |              | Grundsunda, Ångermanland |       | 63.286089, 19.060130 | 10246301360001 | Ladda upp en bild av detta fornminne      |
| Grundsunda 136:2                                 | Röse                             |              | Grundsunda, Ångermanland |       | 63.286031, 19.059813 | 10246301360002 | Ladda upp en bild av detta fornminne      |
| Grundsunda 137:1                                 | Röse                             |              | Grundsunda, Ångermanland |       | 63.286443, 19.052155 | 10246301370001 | Ladda upp en bild av detta fornminne      |
| Grundsunda 137:2                                 | Röse                             |              | Grundsunda, Ångermanland |       | 63.286504, 19.051746 | 10246301370002 | Ladda upp en bild av detta fornminne      |
| Grundsunda 138:1                                 | Röse                             |              | Grundsunda, Ångermanland |       | 63.286719, 19.054546 | 10246301380001 | Ladda upp en bild av detta fornminne      |
| Grundsunda 139:1                                 | Röse                             |              | Grundsunda, Ångermanland |       | 63.286198, 19.054671 | 10246301390001 | Ladda upp en bild av detta fornminne      |
| Grundsunda 139:2                                 | Röse                             |              | Grundsunda, Ångermanland |       | 63.286142, 19.054956 | 10246301390002 | Ladda upp en bild av detta fornminne      |
| Grundsunda 187:1                                 | Röse                             |              | Grundsunda, Ångermanland |       | 63.347428, 19.144375 | 10246301870001 | Ladda upp en bild av detta fornminne      |
| Grundsunda 187:2                                 | Stensättning                     |              | Grundsunda, Ångermanland |       | 63.347426, 19.144087 | 10246301870002 | Ladda upp en bild av detta fornminne      |
| Grundsunda 187:3                                 | Stensättning                     |              | Grundsunda, Ångermanland |       | 63.347418, 19.143787 | 10246301870003 | Ladda upp en bild av detta fornminne      |
| Grundsunda 202:1                                 | Röse                             |              | Grundsunda, Ångermanland |       | 63.277663, 19.112313 | 10246302020001 | Ladda upp en bild av detta fornminne      |
| Grundsunda 206:1                                 | Röse                             |              | Grundsunda, Ångermanland |       | 63.334331, 19.231907 | 10246302060001 | Ladda upp en bild av detta fornminne      |
| Grundsunda 207:1                                 | Röse                             |              | Grundsunda, Ångermanland |       | 63.333228, 19.232090 | 10246302070001 | Ladda upp en bild av detta fornminne      |
| Grundsunda 208:1                                 | Stensättning                     |              | Grundsunda, Ångermanland |       | 63.333064, 19.227999 | 10246302080001 | Ladda upp en bild av detta fornminne      |
| Grundsunda 209:1                                 | Röse                             |              | Grundsunda, Ångermanland |       | 63.329660, 19.219703 | 10246302090001 | Ladda upp en bild av detta fornminne      |
| Grundsunda 209:2                                 | Stensättning                     |              | Grundsunda, Ångermanland |       | 63.329615, 19.219366 | 10246302090002 | Ladda upp en bild av detta fornminne      |
| Grundsunda 212:1                                 | Fiskeläge                        |              | Grundsunda, Ångermanland |       | 63.327995, 19.238895 | 10246302120001 | Ladda upp en bild av detta fornminne      |
| Grundsunda 213:1                                 | Fiskeläge                        |              | Grundsunda, Ångermanland |       | 63.329283, 19.238945 | 10246302130001 | Ladda upp en bild av detta fornminne      |
| Grundsunda 226:1                                 | Röse                             |              | Grundsunda, Ångermanland |       | 63.296704, 19.011476 | 10246302260001 | Ladda upp en bild av detta fornminne      |
| Grundsunda 230:1                                 | Fiskeläge                        |              | Grundsunda, Ångermanland |       | 63.333708, 19.251481 | 10246302300001 | Ladda upp en bild av detta fornminne      |
| Grundsunda 231:1                                 | Fiskeläge                        |              | Grundsunda, Ångermanland |       | 63.334651, 19.252195 | 10246302310001 | Ladda upp en bild av detta fornminne      |
| Grundsunda 231:2                                 | Fiskeläge                        |              | Grundsunda, Ångermanland |       | 63.334774, 19.250393 | 10246302310002 | Ladda upp en bild av detta fornminne      |
| Grundsunda 233:1                                 | Fiskeläge                        |              | Grundsunda, Ångermanland |       | 63.257597, 19.048886 | 10246302330001 | Ladda upp en bild av detta fornminne      |
| Grundsunda 270:1                                 | Stensättning                     |              | Grundsunda, Ångermanland |       | 63.343981, 19.177351 | 10246302700001 | Ladda upp en bild av detta fornminne      |
| Grundsunda 276:1                                 | Fiskeläge                        |              | Grundsunda, Ångermanland |       | 63.347220, 19.250814 | 10246302760001 | Ladda upp en bild av detta fornminne      |
| Grundsunda 281:1                                 | Röse                             |              | Grundsunda, Ångermanland |       | 63.366197, 19.246637 | 10246302810001 | Ladda upp en bild av detta fornminne      |
| Grundsunda 290:1                                 | Stensättning                     |              | Grundsunda, Ångermanland |       | 63.409481, 19.241664 | 10246302900001 | Ladda upp en bild av detta fornminne      |
| Grundsunda 293:1                                 | Röse                             |              | Grundsunda, Ångermanland |       | 63.420447, 19.245676 | 10246302930001 | Ladda upp en bild av detta fornminne      |
| Grundsunda 293:2                                 | Röse                             |              | Grundsunda, Ångermanland |       | 63.420629, 19.245504 | 10246302930002 | Ladda upp en bild av detta fornminne      |
| Grundsunda 293:3                                 | Röse                             |              | Grundsunda, Ångermanland |       | 63.420755, 19.245875 | 10246302930003 | Ladda upp en bild av detta fornminne      |
| Grundsunda 294:1                                 | Stensättning                     |              | Grundsunda, Ångermanland |       | 63.419892, 19.246833 | 10246302940001 | Ladda upp en bild av detta fornminne      |
| Grundsunda 295:1                                 | Stensättning                     |              | Grundsunda, Ångermanland |       | 63.418127, 19.240952 | 10246302950001 | Ladda upp en bild av detta fornminne      |
| Grundsunda 305:1                                 | Stensättning                     |              | Grundsunda, Ångermanland |       | 63.283480, 19.053927 | 10246303050001 | Ladda upp en bild av detta fornminne      |
| Grundsunda 307:1                                 | Gravfält                         |              | Grundsunda, Ångermanland |       | 63.287855, 19.064004 | 10246303070001 | Ladda upp en bild av detta fornminne      |
| Grundsunda 323:1                                 | Röse                             |              | Grundsunda, Ångermanland |       | 63.206738, 19.081791 | 10246303230001 | Ladda upp en bild av detta fornminne      |
| Grundsunda 334:1                                 | Ristning, medeltid/historisk tid |              | Grundsunda, Ångermanland |       | 63.190929, 19.036167 | 10246303340001 | Ladda upp en bild av detta fornminne      |
| Grundsunda 335:1                                 | Husgrund, historisk tid          |              | Grundsunda, Ångermanland |       | 63.205196, 19.053823 | 10246303350001 | Ladda upp en bild av detta fornminne      |
| Grundsunda 342:1                                 | Stensättning                     |              | Grundsunda, Ångermanland |       | 63.282172, 19.060585 | 10246303420001 | Ladda upp en bild av detta fornminne      |

## Mo
| Namn                             | Lämningstyp | Tillkomsttid | Historisk indelning | Plats | Läge                 | ID-nr          | Bild                                 |
| -------------------------------- | ----------- | ------------ | ------------------- | ----- | -------------------- | -------------- | ------------------------------------ |
| Ättebacken eller Högen (Mo 24:1) | Hög         |              | Mo, Ångermanland    |       | 63.429640, 18.432432 | 10247900240001 | Ladda upp en bild av detta fornminne |
| Skortsjö fäbodar (Mo 62:1)       | Fäbod       |              | Mo, Ångermanland    |       | 63.361334, 18.387185 | 10247900620001 | Ladda upp en bild av detta fornminne |
| Östansjö gamla fäbodar (Mo 68:1) | Fäbod       |              | Mo, Ångermanland    |       | 63.432892, 18.517826 | 10247900680001 | Ladda upp en bild av detta fornminne |
| Västerbacke fäbodar (Mo 70:1)    | Fäbod       |              | Mo, Ångermanland    |       | 63.397546, 18.517236 | 10247900700001 | Ladda upp en bild av detta fornminne |
| Djupsjöbodarna (Mo 71:1)         | Fäbod       |              | Mo, Ångermanland    |       | 63.468460, 18.458309 | 10247900710001 | Ladda upp en bild av detta fornminne |
| Gottne fäbodar (Mo 105:1)        | Fäbod       |              | Mo, Ångermanland    |       | 63.484579, 18.389602 | 10247901050001 | Ladda upp en bild av detta fornminne |

## Nätra
| Namn                           | Lämningstyp  | Tillkomsttid | Historisk indelning | Plats | Läge                 | ID-nr          | Bild                                      |
| ------------------------------ | ------------ | ------------ | ------------------- | ----- | -------------------- | -------------- | ----------------------------------------- |
| Nätra 1:1                      | Röse         |              | Nätra, Ångermanland |       | 63.248490, 18.517676 | 10248400010001 | Ladda upp en bild av detta fornminne      |
| Nätra 1:2                      | Stensättning |              | Nätra, Ångermanland |       | 63.248618, 18.517602 | 10248400010002 | Ladda upp en bild av detta fornminne      |
| Nätra 3:1                      | Gravfält     |              | Nätra, Ångermanland |       | 63.213780, 18.475495 | 10248400030001 | Ladda upp en bild av detta fornminne      |
| Nätra 4:1                      | Röse         |              | Nätra, Ångermanland |       | 63.176372, 18.698888 | 10248400040001 | Ladda upp en bild av detta fornminne      |
| Klöksgrubban (Nätra 5:1)       | Röse         |              | Nätra, Ångermanland |       | 63.208133, 18.675550 | 10248400050001 | Ladda upp en bild av detta fornminne      |
| Penninggrubban (Nätra 6:1)     | Röse         |              | Nätra, Ångermanland |       | 63.206950, 18.673468 | 10248400060001 | Ladda upp en bild av detta fornminne      |
| Nätra 7:1                      | Röse         |              | Nätra, Ångermanland |       | 63.229441, 18.549883 | 10248400070001 | Ladda upp en bild av detta fornminne      |
| Nätra 8:1                      | Röse         |              | Nätra, Ångermanland |       | 63.234287, 18.520579 | 10248400080001 | Ladda upp en bild av detta fornminne      |
| Nätra 8:2                      | Röse         |              | Nätra, Ångermanland |       | 63.234432, 18.520466 | 10248400080002 | Ladda upp en bild av detta fornminne      |
| Nätra 9:1                      | Röse         |              | Nätra, Ångermanland |       | 63.233793, 18.521237 | 10248400090001 | Ladda upp en bild av detta fornminne      |
| Nätra 10:1                     | Röse         |              | Nätra, Ångermanland |       | 63.192293, 18.484947 | 10248400100001 | Ladda upp en bild av detta fornminne      |
| Nätra 11:1                     | Gravfält     |              | Nätra, Ångermanland |       | 63.166113, 18.527158 | 10248400110001 | Ladda upp en bild av detta fornminne      |
| Nätra 12:1                     | Röse         |              | Nätra, Ångermanland |       | 63.164846, 18.516280 | 10248400120001 | Ladda upp en bild av detta fornminne      |
| Nätra 13:1                     | Röse         |              | Nätra, Ångermanland |       | 63.164197, 18.517090 | 10248400130001 | Ladda upp en bild av detta fornminne      |
| Nätra 15:1                     | Röse         |              | Nätra, Ångermanland |       | 63.150127, 18.524383 | 10248400150001 | Ladda upp en bild av detta fornminne      |
| Nätra 15:2                     | Röse         |              | Nätra, Ångermanland |       | 63.150232, 18.524516 | 10248400150002 | Ladda upp en bild av detta fornminne      |
| Nätra 15:3                     | Röse         |              | Nätra, Ångermanland |       | 63.149987, 18.524555 | 10248400150003 | Ladda upp en bild av detta fornminne      |
| Nätra 15:4                     | Röse         |              | Nätra, Ångermanland |       | 63.150057, 18.524836 | 10248400150004 | Ladda upp en bild av detta fornminne      |
| Nätra 16:1                     | Röse         |              | Nätra, Ångermanland |       | 63.141743, 18.523531 | 10248400160001 | Ladda upp en bild av detta fornminne      |
| Nätra 17:1                     | Röse         |              | Nätra, Ångermanland |       | 63.135015, 18.527711 | 10248400170001 | Ladda upp en bild av detta fornminne      |
| Nätra 18:1                     | Röse         |              | Nätra, Ångermanland |       | 63.134661, 18.529128 | 10248400180001 | Ladda upp en bild av detta fornminne      |
| Nätra 18:2                     | Röse         |              | Nätra, Ångermanland |       | 63.134480, 18.529113 | 10248400180002 | Ladda upp en bild av detta fornminne      |
| Nätra 25:1                     | Röse         |              | Nätra, Ångermanland |       | 63.192333, 18.487232 | 10248400250001 | Ladda upp en bild av detta fornminne      |
| Nätra 26:1                     | Röse         |              | Nätra, Ångermanland |       | 63.105147, 18.533367 | 10248400260001 | Ladda upp en bild av detta fornminne      |
| Nätra 26:2                     | Röse         |              | Nätra, Ångermanland |       | 63.105305, 18.533083 | 10248400260002 | Ladda upp en bild av detta fornminne      |
| Nätra 26:3                     | Röse         |              | Nätra, Ångermanland |       | 63.105817, 18.532603 | 10248400260003 | Ladda upp en bild av detta fornminne      |
| Nätra 27:1                     | Stensättning |              | Nätra, Ångermanland |       | 63.107406, 18.530571 | 10248400270001 | Ladda upp en bild av detta fornminne      |
| Nätra 28:1                     | Röse         |              | Nätra, Ångermanland |       | 63.101844, 18.528067 | 10248400280001 | Ladda upp en bild av detta fornminne      |
| Nätra 29:1                     | Gravfält     |              | Nätra, Ångermanland |       | 63.100663, 18.526259 | 10248400290001 | Ladda upp en till bild av detta fornminne |
| Nätra 30:1                     | Röse         |              | Nätra, Ångermanland |       | 63.097785, 18.522602 | 10248400300001 | Ladda upp en bild av detta fornminne      |
| Nätra 31:1                     | Röse         |              | Nätra, Ångermanland |       | 63.094992, 18.520326 | 10248400310001 | Ladda upp en bild av detta fornminne      |
| Nätra 34:1                     | Röse         |              | Nätra, Ångermanland |       | 63.235893, 18.442414 | 10248400340001 | Ladda upp en bild av detta fornminne      |
| Nätra 36:1                     | Röse         |              | Nätra, Ångermanland |       | 63.242150, 18.459669 | 10248400360001 | Ladda upp en bild av detta fornminne      |
| Nätra 36:2                     | Röse         |              | Nätra, Ångermanland |       | 63.242002, 18.459623 | 10248400360002 | Ladda upp en bild av detta fornminne      |
| Nätra 36:3                     | Röse         |              | Nätra, Ångermanland |       | 63.242076, 18.460247 | 10248400360003 | Ladda upp en bild av detta fornminne      |
| Nätra 36:4                     | Röse         |              | Nätra, Ångermanland |       | 63.241798, 18.459588 | 10248400360004 | Ladda upp en bild av detta fornminne      |
| Nätra 36:5                     | Röse         |              | Nätra, Ångermanland |       | 63.241485, 18.459614 | 10248400360005 | Ladda upp en bild av detta fornminne      |
| Nätra 38:1                     | Röse         |              | Nätra, Ångermanland |       | 63.242487, 18.378605 | 10248400380001 | Ladda upp en bild av detta fornminne      |
| Nätra 38:2                     | Röse         |              | Nätra, Ångermanland |       | 63.242722, 18.378562 | 10248400380002 | Ladda upp en bild av detta fornminne      |
| Nätra gamla kyrka (Nätra 40:1) | Kyrka/kapell |              | Nätra, Ångermanland |       | 63.200946, 18.524020 | 10248400400001 | Ladda upp en till bild av detta fornminne |
| Nätra 41:1                     | Stensättning |              | Nätra, Ångermanland |       | 63.218051, 18.489693 | 10248400410001 | Ladda upp en bild av detta fornminne      |
| Nätra 44:1                     | Röse         |              | Nätra, Ångermanland |       | 63.093365, 18.518720 | 10248400440001 | Ladda upp en bild av detta fornminne      |
| Nätra 44:2                     | Röse         |              | Nätra, Ångermanland |       | 63.093167, 18.518638 | 10248400440002 | Ladda upp en bild av detta fornminne      |
| Nätra 44:3                     | Röse         |              | Nätra, Ångermanland |       | 63.093014, 18.518271 | 10248400440003 | Ladda upp en bild av detta fornminne      |
| Nätra 44:4                     | Röse         |              | Nätra, Ångermanland |       | 63.092950, 18.518617 | 10248400440004 | Ladda upp en bild av detta fornminne      |
| Nätra 45:1                     | Stensättning |              | Nätra, Ångermanland |       | 63.092154, 18.516384 | 10248400450001 | Ladda upp en bild av detta fornminne      |
| Nätra 45:2                     | Röse         |              | Nätra, Ångermanland |       | 63.092213, 18.516097 | 10248400450002 | Ladda upp en bild av detta fornminne      |
| Nätra 47:1                     | Röse         |              | Nätra, Ångermanland |       | 63.134337, 18.527353 | 10248400470001 | Ladda upp en bild av detta fornminne      |
| Nätra 48:1                     | Röse         |              | Nätra, Ångermanland |       | 63.135268, 18.520162 | 10248400480001 | Ladda upp en bild av detta fornminne      |
| Nätra 49:1                     | Röse         |              | Nätra, Ångermanland |       | 63.134502, 18.520166 | 10248400490001 | Ladda upp en bild av detta fornminne      |
| Nätra 50:1                     | Röse         |              | Nätra, Ångermanland |       | 63.143657, 18.529644 | 10248400500001 | Ladda upp en bild av detta fornminne      |
| Nätra 50:2                     | Röse         |              | Nätra, Ångermanland |       | 63.143544, 18.529454 | 10248400500002 | Ladda upp en bild av detta fornminne      |
| Nätra 51:1                     | Röse         |              | Nätra, Ångermanland |       | 63.115118, 18.525077 | 10248400510001 | Ladda upp en bild av detta fornminne      |
| Nätra 52:1                     | Röse         |              | Nätra, Ångermanland |       | 63.241514, 18.487609 | 10248400520001 | Ladda upp en bild av detta fornminne      |
| Nätra 53:1                     | Röse         |              | Nätra, Ångermanland |       | 63.240999, 18.487847 | 10248400530001 | Ladda upp en bild av detta fornminne      |
| Nätra 55:1                     | Röse         |              | Nätra, Ångermanland |       | 63.122824, 18.525069 | 10248400550001 | Ladda upp en bild av detta fornminne      |
| Nätra 55:2                     | Röse         |              | Nätra, Ångermanland |       | 63.122676, 18.525253 | 10248400550002 | Ladda upp en bild av detta fornminne      |
| Nätra 56:1                     | Röse         |              | Nätra, Ångermanland |       | 63.235455, 18.656402 | 10248400560001 | Ladda upp en bild av detta fornminne      |
| Nätra 56:2                     | Röse         |              | Nätra, Ångermanland |       | 63.235452, 18.656728 | 10248400560002 | Ladda upp en bild av detta fornminne      |
| Nätra 61:1                     | Fiskeläge    |              | Nätra, Ångermanland |       | 63.159116, 18.756257 | 10248400610001 | Ladda upp en bild av detta fornminne      |
| Nätra 62:1                     | Fiskeläge    |              | Nätra, Ångermanland |       | 63.130905, 18.673264 | 10248400620001 | Ladda upp en bild av detta fornminne      |
| Nätra 77:1                     | Fiskeläge    |              | Nätra, Ångermanland |       | 62.977791, 18.619085 | 10248400770001 | Ladda upp en bild av detta fornminne      |
| Nätra 90:1                     | Röse         |              | Nätra, Ångermanland |       | 62.993943, 18.650679 | 10248400900001 | Ladda upp en bild av detta fornminne      |
| Nätra 91:1                     | Röse         |              | Nätra, Ångermanland |       | 62.982811, 18.637378 | 10248400910001 | Ladda upp en bild av detta fornminne      |
| Nätra 93:1                     | Röse         |              | Nätra, Ångermanland |       | 62.982546, 18.629926 | 10248400930001 | Ladda upp en bild av detta fornminne      |
| Nätra 95:1                     | Fiskeläge    |              | Nätra, Ångermanland |       | 62.980487, 18.637347 | 10248400950001 | Ladda upp en bild av detta fornminne      |
| Nätra 113:1                    | Stensättning |              | Nätra, Ångermanland |       | 63.012441, 18.627490 | 10248401130001 | Ladda upp en bild av detta fornminne      |
| Nätra 119:3                    | Stensättning |              | Nätra, Ångermanland |       | 63.061331, 18.654299 | 10248401190003 | Ladda upp en bild av detta fornminne      |
| Nätra 121:1                    | Stensättning |              | Nätra, Ångermanland |       | 63.052830, 18.653974 | 10248401210001 | Ladda upp en bild av detta fornminne      |
| Nätra 123:1                    | Stensättning |              | Nätra, Ångermanland |       | 62.980928, 18.620832 | 10248401230001 | Ladda upp en bild av detta fornminne      |
| Bräckebodarna (Nätra 140:1)    | Fäbod        |              | Nätra, Ångermanland |       | 63.165134, 18.325097 | 10248401400001 | Ladda upp en bild av detta fornminne      |
| Nätra 153:1                    | Röse         |              | Nätra, Ångermanland |       | 63.149536, 18.524387 | 10248401530001 | Ladda upp en bild av detta fornminne      |
| Nätra 154:1                    | Röse         |              | Nätra, Ångermanland |       | 63.136108, 18.519529 | 10248401540001 | Ladda upp en bild av detta fornminne      |
| Nätra 160:1                    | Röse         |              | Nätra, Ångermanland |       | 63.141734, 18.518128 | 10248401600001 | Ladda upp en bild av detta fornminne      |
| Nätra 162:1                    | Röse         |              | Nätra, Ångermanland |       | 63.098130, 18.523296 | 10248401620001 | Ladda upp en bild av detta fornminne      |
| Nätra 162:2                    | Röse         |              | Nätra, Ångermanland |       | 63.098214, 18.522947 | 10248401620002 | Ladda upp en bild av detta fornminne      |
| Nätra 162:3                    | Röse         |              | Nätra, Ångermanland |       | 63.098589, 18.523422 | 10248401620003 | Ladda upp en bild av detta fornminne      |
| Nätra 162:4                    | Röse         |              | Nätra, Ångermanland |       | 63.098891, 18.523760 | 10248401620004 | Ladda upp en bild av detta fornminne      |
| Skulebodarna (Nätra 165:1)     | Fäbod        |              | Nätra, Ångermanland |       | 63.118248, 18.399497 | 10248401650001 | Ladda upp en bild av detta fornminne      |
| Nätra 170:1                    | Stensättning |              | Nätra, Ångermanland |       | 63.175144, 18.396482 | 10248401700001 | Ladda upp en bild av detta fornminne      |
| Nätra 226:1                    | Stensättning |              | Nätra, Ångermanland |       | 63.241750, 18.400675 | 10248402260001 | Ladda upp en bild av detta fornminne      |
| Nätra 231:1                    | Röse         |              | Nätra, Ångermanland |       | 63.260716, 18.434025 | 10248402310001 | Ladda upp en bild av detta fornminne      |
| Nätra 260:1                    | Hög          |              | Nätra, Ångermanland |       | 63.180289, 18.565595 | 10248402600001 | Ladda upp en bild av detta fornminne      |
| Nätra 260:2                    | Hög          |              | Nätra, Ångermanland |       | 63.180432, 18.565655 | 10248402600002 | Ladda upp en bild av detta fornminne      |
| Nätra 304:1                    | Röse         |              | Nätra, Ångermanland |       | 63.244806, 18.364326 | 10248403040001 | Ladda upp en bild av detta fornminne      |
| Nätra 332:1                    | Stensättning |              | Nätra, Ångermanland |       | 63.246562, 18.453551 | 10248403320001 | Ladda upp en bild av detta fornminne      |
| Nätra 336:1                    | Röse         |              | Nätra, Ångermanland |       | 63.254247, 18.502723 | 10248403360001 | Ladda upp en bild av detta fornminne      |
| Nätra 336:2                    | Röse         |              | Nätra, Ångermanland |       | 63.254400, 18.502721 | 10248403360002 | Ladda upp en bild av detta fornminne      |
| Nätra 348:1                    | Stensättning |              | Nätra, Ångermanland |       | 63.240015, 18.415577 | 10248403480001 | Ladda upp en bild av detta fornminne      |
| Nätra 348:2                    | Stensättning |              | Nätra, Ångermanland |       | 63.240046, 18.415217 | 10248403480002 | Ladda upp en bild av detta fornminne      |
| Nätra 348:3                    | Stensättning |              | Nätra, Ångermanland |       | 63.240132, 18.415372 | 10248403480003 | Ladda upp en bild av detta fornminne      |

## Sidensjö
| Namn                               | Lämningstyp                      | Tillkomsttid | Historisk indelning    | Plats | Läge                 | ID-nr          | Bild                                 |
| ---------------------------------- | -------------------------------- | ------------ | ---------------------- | ----- | -------------------- | -------------- | ------------------------------------ |
| Sidensjö 1:1                       | Hällmålning                      |              | Sidensjö, Ångermanland |       | 63.219970, 18.098176 | 10248800010001 | Ladda upp en bild av detta fornminne |
| Nybybodarna (Sidensjö 67:1)        | Fäbod                            |              | Sidensjö, Ångermanland |       | 63.371712, 18.227420 | 10248800670001 | Ladda upp en bild av detta fornminne |
| Sidensjö 71:1                      | Ristning, medeltid/historisk tid |              | Sidensjö, Ångermanland |       | 63.369897, 18.298378 | 10248800710001 | Ladda upp en bild av detta fornminne |
| Nolåsbodarna (Sidensjö 72:1)       | Fäbod                            |              | Sidensjö, Ångermanland |       | 63.353334, 18.320280 | 10248800720001 | Ladda upp en bild av detta fornminne |
| Vårdkasberget (Sidensjö 83:2)      | Ristning, medeltid/historisk tid |              | Sidensjö, Ångermanland |       | 63.274777, 18.299475 | 10248800830002 | Ladda upp en bild av detta fornminne |
| Sidensjö 84:1                      | Husgrund, historisk tid          |              | Sidensjö, Ångermanland |       | 63.271473, 18.310998 | 10248800840001 | Ladda upp en bild av detta fornminne |
| Överåbodarna (Sidensjö 122:1)      | Fäbod                            |              | Sidensjö, Ångermanland |       | 63.312423, 18.083021 | 10248801220001 | Ladda upp en bild av detta fornminne |
| Bölesbodarna (Sidensjö 130:1)      | Fäbod                            |              | Sidensjö, Ångermanland |       | 63.363433, 18.159379 | 10248801300001 | Ladda upp en bild av detta fornminne |
| Lidbodarna (Sidensjö 137:1)        | Fäbod                            |              | Sidensjö, Ångermanland |       | 63.295765, 18.187345 | 10248801370001 | Ladda upp en bild av detta fornminne |
| Östra Myrbohöjden (Sidensjö 159:1) | Fäbod                            |              | Sidensjö, Ångermanland |       | 63.296778, 17.866219 | 10248801590001 | Ladda upp en bild av detta fornminne |
| Se Kommentar (Sidensjö 160:1)      | Fäbod                            |              | Sidensjö, Ångermanland |       | 63.298705, 17.854783 | 10248801600001 | Ladda upp en bild av detta fornminne |
| Sidensjö 167:2                     | Fäbod                            |              | Sidensjö, Ångermanland |       | 63.296773, 17.922851 | 10248801670002 | Ladda upp en bild av detta fornminne |
| Gammbodarna (Sidensjö 169:1)       | Fäbod                            |              | Sidensjö, Ångermanland |       | 63.285592, 18.134636 | 10248801690001 | Ladda upp en bild av detta fornminne |

## Själevad
| Namn                                    | Lämningstyp                      | Tillkomsttid | Historisk indelning    | Plats | Läge                 | ID-nr          | Bild                                      |
| --------------------------------------- | -------------------------------- | ------------ | ---------------------- | ----- | -------------------- | -------------- | ----------------------------------------- |
| Själevad 1:1                            | Hög                              |              | Själevad, Ångermanland |       | 63.319606, 18.491348 | 10248900010001 | Ladda upp en bild av detta fornminne      |
| Själevad 1:2                            | Hög                              |              | Själevad, Ångermanland |       | 63.319668, 18.491161 | 10248900010002 | Ladda upp en bild av detta fornminne      |
| Själevad 1:3                            | Hög                              |              | Själevad, Ångermanland |       | 63.319564, 18.491153 | 10248900010003 | Ladda upp en bild av detta fornminne      |
| Själevad 2:1                            | Hög                              |              | Själevad, Ångermanland |       | 63.315894, 18.485401 | 10248900020001 | Ladda upp en bild av detta fornminne      |
| Själevad 2:2                            | Hög                              |              | Själevad, Ångermanland |       | 63.315755, 18.485761 | 10248900020002 | Ladda upp en bild av detta fornminne      |
| Själevad 2:3                            | Stensättning                     |              | Själevad, Ångermanland |       | 63.315915, 18.485854 | 10248900020003 | Ladda upp en bild av detta fornminne      |
| Själevad 5:1                            | Hög                              |              | Själevad, Ångermanland |       | 63.302960, 18.601100 | 10248900050001 | Ladda upp en bild av detta fornminne      |
| Själevad 5:2                            | Hög                              |              | Själevad, Ångermanland |       | 63.303265, 18.601151 | 10248900050002 | Ladda upp en bild av detta fornminne      |
| Själevad 6:1                            | Röse                             |              | Själevad, Ångermanland |       | 63.298652, 18.507819 | 10248900060001 | Ladda upp en bild av detta fornminne      |
| Själevad 8:1                            | Röse                             |              | Själevad, Ångermanland |       | 63.282762, 18.555880 | 10248900080001 | Ladda upp en bild av detta fornminne      |
| Själevad 8:2                            | Röse                             |              | Själevad, Ångermanland |       | 63.282641, 18.555829 | 10248900080002 | Ladda upp en bild av detta fornminne      |
| Själevad 10:1                           | Gravfält                         |              | Själevad, Ångermanland |       | 63.273018, 18.539027 | 10248900100001 | Ladda upp en bild av detta fornminne      |
| Själevad 10:2                           | Röse                             |              | Själevad, Ångermanland |       | 63.272568, 18.538183 | 10248900100002 | Ladda upp en bild av detta fornminne      |
| Själevad 10:3                           | Stensättning                     |              | Själevad, Ångermanland |       | 63.272466, 18.538301 | 10248900100003 | Ladda upp en bild av detta fornminne      |
| Själevad 10:4                           | Stensättning                     |              | Själevad, Ångermanland |       | 63.272470, 18.538106 | 10248900100004 | Ladda upp en bild av detta fornminne      |
| Själevad 10:5                           | Röse                             |              | Själevad, Ångermanland |       | 63.272267, 18.537931 | 10248900100005 | Ladda upp en bild av detta fornminne      |
| Själevad 11:1                           | Röse                             |              | Själevad, Ångermanland |       | 63.271409, 18.523771 | 10248900110001 | Ladda upp en bild av detta fornminne      |
| Själevad 13:1                           | Röse                             |              | Själevad, Ångermanland |       | 63.286417, 18.615197 | 10248900130001 | Ladda upp en bild av detta fornminne      |
| Själevad 14:1                           | Röse                             |              | Själevad, Ångermanland |       | 63.274142, 18.506872 | 10248900140001 | Ladda upp en bild av detta fornminne      |
| Själevad 14:2                           | Röse                             |              | Själevad, Ångermanland |       | 63.274026, 18.506921 | 10248900140002 | Ladda upp en bild av detta fornminne      |
| Själevad 15:1                           | Röse                             |              | Själevad, Ångermanland |       | 63.303854, 18.510330 | 10248900150001 | Ladda upp en bild av detta fornminne      |
| Själevad 18:1                           | Röse                             |              | Själevad, Ångermanland |       | 63.244211, 18.674701 | 10248900180001 | Ladda upp en bild av detta fornminne      |
| Själevad 18:2                           | Röse                             |              | Själevad, Ångermanland |       | 63.243958, 18.673813 | 10248900180002 | Ladda upp en bild av detta fornminne      |
| Själevad 19:1                           | Röse                             |              | Själevad, Ångermanland |       | 63.244463, 18.668809 | 10248900190001 | Ladda upp en bild av detta fornminne      |
| Själevad 20:2                           | Röse                             |              | Själevad, Ångermanland |       | 63.254731, 18.686972 | 10248900200002 | Ladda upp en bild av detta fornminne      |
| Själevad 22:1                           | Grav- och boplatsområde          |              | Själevad, Ångermanland |       | 63.249890, 18.705289 | 10248900220001 | Ladda upp en till bild av detta fornminne |
| Själevad 24:1                           | Röse                             |              | Själevad, Ångermanland |       | 63.241189, 18.707160 | 10248900240001 | Ladda upp en bild av detta fornminne      |
| Själevad 25:1                           | Röse                             |              | Själevad, Ångermanland |       | 63.241573, 18.708440 | 10248900250001 | Ladda upp en bild av detta fornminne      |
| Själevad 25:2                           | Röse                             |              | Själevad, Ångermanland |       | 63.241591, 18.708059 | 10248900250002 | Ladda upp en bild av detta fornminne      |
| Själevad 25:3                           | Stensättning                     |              | Själevad, Ångermanland |       | 63.241912, 18.707641 | 10248900250003 | Ladda upp en bild av detta fornminne      |
| Själevad 27:1                           | Röse                             |              | Själevad, Ångermanland |       | 63.241021, 18.726148 | 10248900270001 | Ladda upp en bild av detta fornminne      |
| Själevad 29:1                           | Röse                             |              | Själevad, Ångermanland |       | 63.244517, 18.748133 | 10248900290001 | Ladda upp en bild av detta fornminne      |
| Själevad 32:1                           | Hög                              |              | Själevad, Ångermanland |       | 63.256594, 18.745723 | 10248900320001 | Ladda upp en bild av detta fornminne      |
| Själevad 32:2                           | Hög                              |              | Själevad, Ångermanland |       | 63.256889, 18.745697 | 10248900320002 | Ladda upp en bild av detta fornminne      |
| Själevad 33:1                           | Röse                             |              | Själevad, Ångermanland |       | 63.228682, 18.812115 | 10248900330001 | Ladda upp en bild av detta fornminne      |
| Själevad 33:2                           | Röse                             |              | Själevad, Ångermanland |       | 63.228478, 18.811559 | 10248900330002 | Ladda upp en bild av detta fornminne      |
| Själevad 34:1                           | Stensättning                     |              | Själevad, Ångermanland |       | 63.243729, 18.669131 | 10248900340001 | Ladda upp en bild av detta fornminne      |
| Själevad 34:2                           | Stensättning                     |              | Själevad, Ångermanland |       | 63.244037, 18.669480 | 10248900340002 | Ladda upp en bild av detta fornminne      |
| Själevad 37:1                           | Röse                             |              | Själevad, Ångermanland |       | 63.281599, 18.707664 | 10248900370001 | Ladda upp en bild av detta fornminne      |
| Själevad 38:1                           | Stensättning                     |              | Själevad, Ångermanland |       | 63.275227, 18.703985 | 10248900380001 | Ladda upp en bild av detta fornminne      |
| Själevad 38:2                           | Stensättning                     |              | Själevad, Ångermanland |       | 63.275158, 18.704631 | 10248900380002 | Ladda upp en bild av detta fornminne      |
| Själevad 39:1                           | Hög                              |              | Själevad, Ångermanland |       | 63.313685, 18.556573 | 10248900390001 | Ladda upp en bild av detta fornminne      |
| Själevad 40:1                           | Kyrka/kapell                     |              | Själevad, Ångermanland |       | 63.292843, 18.610446 | 10248900400001 | Ladda upp en bild av detta fornminne      |
| Själevad 42:1                           | Röse                             |              | Själevad, Ångermanland |       | 63.334307, 18.691500 | 10248900420001 | Ladda upp en bild av detta fornminne      |
| Själevad 43:1                           | Röse                             |              | Själevad, Ångermanland |       | 63.333212, 18.692669 | 10248900430001 | Ladda upp en bild av detta fornminne      |
| Själevad 63:1                           | Stensättning                     |              | Själevad, Ångermanland |       | 63.150523, 18.834841 | 10248900630001 | Ladda upp en bild av detta fornminne      |
| Själevad 63:2                           | Stensättning                     |              | Själevad, Ångermanland |       | 63.150535, 18.834631 | 10248900630002 | Ladda upp en bild av detta fornminne      |
| Själevad 63:3                           | Stensättning                     |              | Själevad, Ångermanland |       | 63.150532, 18.834464 | 10248900630003 | Ladda upp en bild av detta fornminne      |
| Själevad 63:4                           | Stensättning                     |              | Själevad, Ångermanland |       | 63.150498, 18.834286 | 10248900630004 | Ladda upp en bild av detta fornminne      |
| Själevad 64:1                           | Stensättning                     |              | Själevad, Ångermanland |       | 63.152166, 18.851070 | 10248900640001 | Ladda upp en bild av detta fornminne      |
| Själevad 64:2                           | Stensättning                     |              | Själevad, Ångermanland |       | 63.152072, 18.851004 | 10248900640002 | Ladda upp en bild av detta fornminne      |
| Själevad 64:3                           | Röse                             |              | Själevad, Ångermanland |       | 63.152087, 18.850796 | 10248900640003 | Ladda upp en bild av detta fornminne      |
| Själevad 64:4                           | Stensättning                     |              | Själevad, Ångermanland |       | 63.152202, 18.850741 | 10248900640004 | Ladda upp en bild av detta fornminne      |
| Själevad 74:1                           | Hög                              |              | Själevad, Ångermanland |       | 63.309483, 18.565550 | 10248900740001 | Ladda upp en bild av detta fornminne      |
| Själevad 74:2                           | Hög                              |              | Själevad, Ångermanland |       | 63.309488, 18.565810 | 10248900740002 | Ladda upp en bild av detta fornminne      |
| Själevad 78:1                           | Stensättning                     |              | Själevad, Ångermanland |       | 63.317039, 18.495940 | 10248900780001 | Ladda upp en bild av detta fornminne      |
| Själevad 92:1                           | Stensättning                     |              | Själevad, Ångermanland |       | 63.254574, 18.695878 | 10248900920001 | Ladda upp en bild av detta fornminne      |
| Näverkäls fäbodar (Själevad 119:1)      | Fäbod                            |              | Själevad, Ångermanland |       | 63.390123, 18.620637 | 10248901190001 | Ladda upp en bild av detta fornminne      |
| Själevad 124:1                          | Stensättning                     |              | Själevad, Ångermanland |       | 63.256844, 18.681880 | 10248901240001 | Ladda upp en bild av detta fornminne      |
| Gammbodarna (Själevad 133:1)            | Fäbod                            |              | Själevad, Ångermanland |       | 63.452542, 18.608998 | 10248901330001 | Ladda upp en bild av detta fornminne      |
| Åsberget,Vårdkasberget (Själevad 159:1) | Röse                             |              | Själevad, Ångermanland |       | 63.302758, 18.660586 | 10248901590001 | Ladda upp en bild av detta fornminne      |
| Själevad 183:1                          | Kyrka/kapell                     |              | Själevad, Ångermanland |       | 63.292149, 18.607169 | 10248901830001 | Ladda upp en bild av detta fornminne      |
| Själevad 185:1                          | Röse                             |              | Själevad, Ångermanland |       | 63.285011, 18.587287 | 10248901850001 | Ladda upp en bild av detta fornminne      |
| Själevad 189:1                          | Ristning, medeltid/historisk tid |              | Själevad, Ångermanland |       | 63.184733, 18.888964 | 10248901890001 | Ladda upp en bild av detta fornminne      |
| Själevad 191:1                          | Röse                             |              | Själevad, Ångermanland |       | 63.204817, 18.880993 | 10248901910001 | Ladda upp en bild av detta fornminne      |
| Själevad 191:2                          | Stensättning                     |              | Själevad, Ångermanland |       | 63.204818, 18.881184 | 10248901910002 | Ladda upp en bild av detta fornminne      |
| Själevad 191:3                          | Stensättning                     |              | Själevad, Ångermanland |       | 63.204821, 18.881395 | 10248901910003 | Ladda upp en bild av detta fornminne      |
| Själevad 191:4                          | Stensättning                     |              | Själevad, Ångermanland |       | 63.204885, 18.880693 | 10248901910004 | Ladda upp en bild av detta fornminne      |
| Själevad 199:1                          | Röse                             |              | Själevad, Ångermanland |       | 63.245820, 18.673443 | 10248901990001 | Ladda upp en bild av detta fornminne      |
| Hanabäcks fäbodar (Själevad 201:1)      | Fäbod                            |              | Själevad, Ångermanland |       | 63.405749, 18.612750 | 10248902010001 | Ladda upp en bild av detta fornminne      |
| Själevad 212:1                          | Stensättning                     |              | Själevad, Ångermanland |       | 63.262530, 18.699009 | 10248902120001 | Ladda upp en bild av detta fornminne      |
| Själevad 227                            | Stensättning                     |              | Själevad, Ångermanland |       | 63.254526, 18.695757 | 12000000025340 | Ladda upp en bild av detta fornminne      |
| Nätra 39:1                              | Röse                             |              | Själevad, Ångermanland |       | 63.249247, 18.547908 | 10248400390001 | Ladda upp en bild av detta fornminne      |

## Skorped
| Namn                                | Lämningstyp      | Tillkomsttid | Historisk indelning   | Plats | Läge                 | ID-nr          | Bild                                 |
| ----------------------------------- | ---------------- | ------------ | --------------------- | ----- | -------------------- | -------------- | ------------------------------------ |
| Skorped 13:1                        | Begravningsplats |              | Skorped, Ångermanland |       | 63.375728, 17.888623 | 10249100130001 | Ladda upp en bild av detta fornminne |
| Gammönskabodarna (Skorped 22:1)     | Fäbod            |              | Skorped, Ångermanland |       | 63.419314, 17.738394 | 10249100220001 | Ladda upp en bild av detta fornminne |
| Innerbodarna (Skorped 33:1)         | Fäbod            |              | Skorped, Ångermanland |       | 63.361818, 17.744568 | 10249100330001 | Ladda upp en bild av detta fornminne |
| Skorped 57:1                        | Fäbod            |              | Skorped, Ångermanland |       | 63.383063, 18.043352 | 10249100570001 | Ladda upp en bild av detta fornminne |
| Nyvallen/Nybodvallen (Skorped 72:1) | Fäbod            |              | Skorped, Ångermanland |       | 63.346733, 17.865028 | 10249100720001 | Ladda upp en bild av detta fornminne |
| Gammbodvallen (Skorped 73:1)        | Fäbod            |              | Skorped, Ångermanland |       | 63.351092, 17.880909 | 10249100730001 | Ladda upp en bild av detta fornminne |
| Gammbodvallen (Skorped 79:1)        | Fäbod            |              | Skorped, Ångermanland |       | 63.337732, 17.807622 | 10249100790001 | Ladda upp en bild av detta fornminne |
| Själabodsvallen (Skorped 84:1)      | Fäbod            |              | Skorped, Ångermanland |       | 63.302550, 17.805088 | 10249100840001 | Ladda upp en bild av detta fornminne |
| Gammåttjärnbodarna (Skorped 107:1)  | Fäbod            |              | Skorped, Ångermanland |       | 63.445926, 17.690174 | 10249101070001 | Ladda upp en bild av detta fornminne |

## Trehörningsjö
| Namn                                  | Lämningstyp | Tillkomsttid | Historisk indelning         | Plats | Läge                 | ID-nr          | Bild                                 |
| ------------------------------------- | ----------- | ------------ | --------------------------- | ----- | -------------------- | -------------- | ------------------------------------ |
| Kärrsjöfäbodarna (Trehörningsjö 66:1) | Fäbod       |              | Trehörningsjö, Ångermanland |       | 63.765344, 18.609563 | 10250400660001 | Ladda upp en bild av detta fornminne |